# Proadiantus excavatus
Proadiantus excavatus è un mammifero erbivoro estinto, appartenente ai litopterni. Visse nell'Oligocene superiore (circa 28 - 24 milioni di anni fa) e i suoi resti fossili sono stati ritrovati in Sudamerica.

## Descrizione
Questo animale è noto principalmente per resti fossili di denti, mascelle e mandibole, ed è quindi difficile ricostruirne l'aspetto. Dal raffronto con i resti di animali simili e meglio noti (come Adiantoides e Adianthus), si suppone che Proadiantus fosse un litopterno di dimensioni piuttosto ridotte e dalle proporzioni corporee snelle. 
Proadiantus si differenziava da Adiantoides per le dimensioni nettamente maggiori, ed era grande forse quanto un coyote. I molari erano a corona piuttosto bassa; i molari superiori erano dotati di mesostilo, ma non era presente un metastilo chiaramente definito; l'ipocono era allungato. Il secondo molare inferiore era dotato di un talonide dalla struttura complessa. 

## Classificazione
Proadiantus è un membro degli adiantidi (Adianthidae), una famiglia di litopterni di piccole dimensioni e dotata di una dentatura particolare. Sembra che Proadiantus sia un rappresentante piuttosto arcaico del gruppo, alla base della sottofamiglia Adianthinae, nella tribù Proadiantini. Generi affini erano Thadanius e Tricoelodus.
Proadiantus excavatus venne descritto per la prima volta nel 1897 da Florentino Ameghino, sulla base di resti fossili ritrovati nella formazione Sarmiento, nella zona di Cabeza Blanca in Patagonia (provincia di Chubut) in Argentina. La specie Proadiantus pungidens, descritta anni dopo dallo stesso Ameghino sulla base di fossili provenienti dal medesimo orizzonte geologico, è solitamente considerata identica alla specie tipo.